# Вечеринка (фильм, 1968)
«Вечеринка» (англ. The Party) — американский комедийный фильм, снятый режиссёром Блейком Эдвардс в 1968 году. Главные роли исполнили Питер Селлерс и Клодин Лонже.

## Сюжет
Владелец киностудии Фред Клаттербак устраивает у себя дома вечеринку, и по ошибке приглашает незнакомого индийского актёра Хрунди Бакши, который случайно разрушил съёмочную площадку его нового, высокобюджетного фильма. Хрунди скоро разрушит и его дом.
На вечеринке Хрунди встречает своего любимого актёра вестернов Кельсо, официанта-алкоголика Левинсона, и Мишель, французскую певицу и актрису, которая сразу влюбляется в доброго и наивного индийца.

## В ролях
| Актёры               | Персонажи               |
| -------------------- | ----------------------- |
| Питер Селлерс        | Хрунди Бакши            |
| Клодин Лонже         | Мишель                  |
| Гевин Маклауд        | продюсер Дивот          |
| Стив Франкен         | официант Левинсон       |
| Джон Эдвард Макинлей | Генерал Фред Клаттербак |
| Дэнни Миллер         | Кельсо                  |
| Герб Эллис           | режиссёр фильма         |

## Критика
Фильм получил большой успех у кинокритиков, и является культовым фильмом на Западе и в Индии.